# 波特蘭水泥

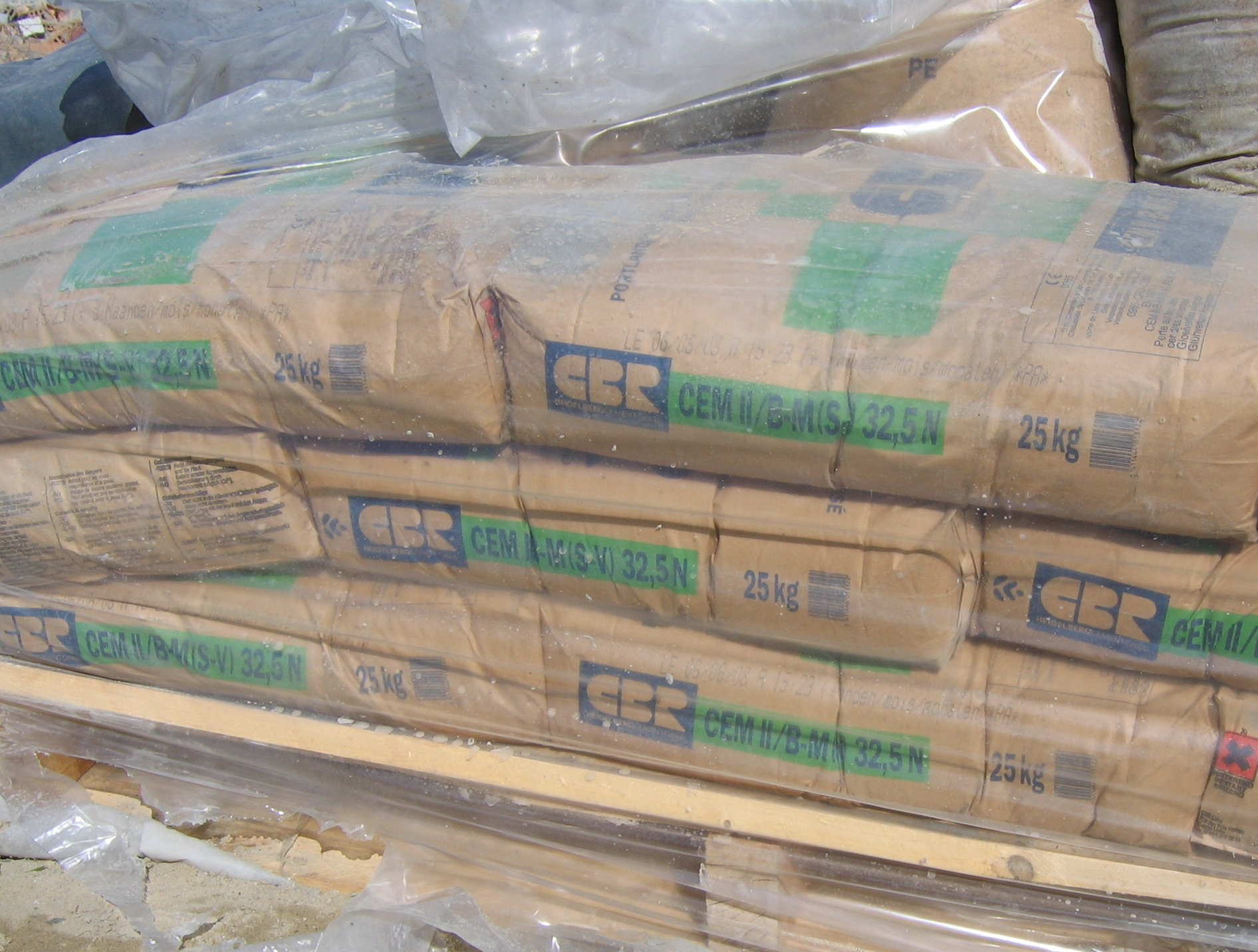
PС

波特蘭水泥（英語：Portland Cement），又称硅酸盐水泥，是由硅酸盐水泥熟料、0%-5%石灰石或粒化高炉炉渣、适量石膏磨细制成的水硬性胶凝材料。
波特蘭水泥熟料的主要成分为硅酸三钙（3CaO·SiO2）、硅酸二钙（2CaO·SiO2）、铝酸三钙（3CaO·Al2O3）和铁铝酸四钙（4CaO·Al2O3·Fe2O3）。当与水混合时，发生复杂的物理和化学反应，称为水化（hydrate）。从水泥加水拌和后，成为具有可塑性的水泥浆，到水泥浆逐渐变稠失去塑性但尚未具有强度，这一过程称为“凝结”。随后产生明显的强度并逐渐发展成坚硬的水泥石，这一过程称为硬固（harden）。凝结和硬化是人为划分的，实际上是一个连续的物理化学变化过程。

## 歷史
英國人和俄國人都在1820年代發明了水泥。在1824年，英國人約瑟夫·阿斯普丁發明了用黏土和石灰煅燒而得到水泥的方法，並且取得英國的專利權。之後，從1825年起便在英國建廠生產。這種水泥的主要成分是氧化鈣和氧化矽，也就是矽酸鈣，是一種矽酸鹽。用它製成的混凝土，硬化以後，硬度、外觀和顏色，都跟當時英國波特蘭島上所產的波特蘭石很相近，所以取名為「波特蘭水泥」。1859年，阿斯普丁曾用這種水泥建造了倫敦下水道系統。自從出現了波特蘭水泥後，由於用它配製成的混凝土具有工程所需要的強度和耐久性，而且原料易得，造價較低，特別是能耗較低，因而用途極為廣泛。

## 水泥種類

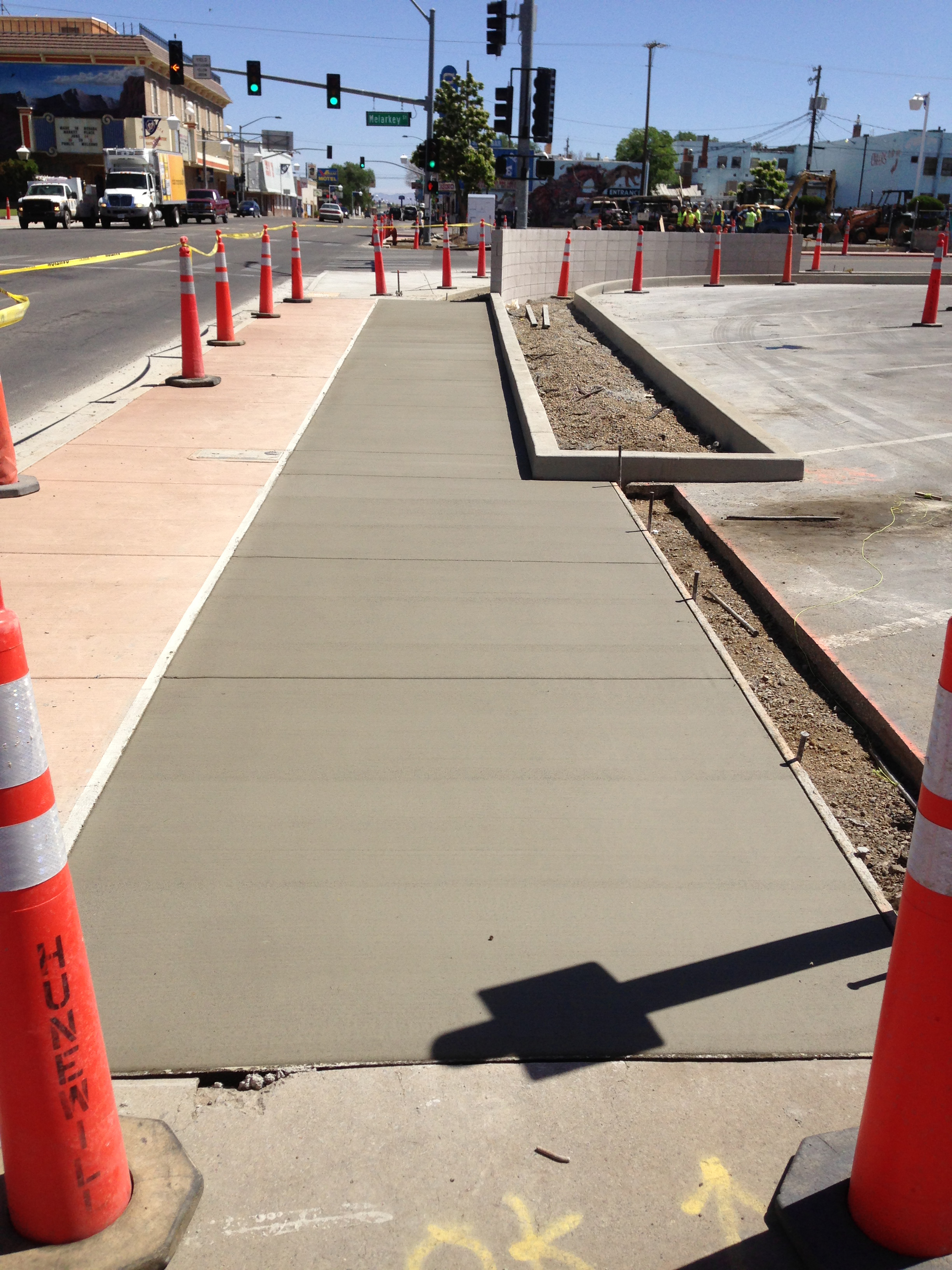
剛拿波特蘭水泥鋪好的路

### 波特蘭
- 波特蘭水泥：係以水硬性矽酸鈣類為主要成分之熟料研磨而得之水硬性水泥，通常並與一種或一種以上不同型態之硫酸鈣為添加物共同研磨。根據美國材料和試驗協會標準(ASTM C150 / C150M - 19a):
- 波特蘭水泥第一型水泥：
  - 此種水泥應用廣泛、鐵路、電力、道路、橋樑、軍事及一般建築等工程均用之。其他各種水泥加工製品如電線桿、枕木、水泥管、石棉瓦等亦多採用之。占水泥使用量約九成以上。
- 波特蘭第二型水泥：
  - 此種水泥所發生的水化熱量較少，並能抵抗中度硫酸鹽之侵蝕作用，但強度產生之初期，較第一種水泥為慢。此種水泥適合於中型巨積混凝土使用。例如橋墩及大型水壩等之用。常用名稱為｢改良型波特蘭水泥｣。
- 波特蘭第三型水泥：
  - 在3～5天間所能發展的強度相當於普通水泥28天。因此凡軍事工程，道路及水中工程之需於短期內竣工或希望儘速拆卸模子之混凝土均極適用。若干預力混凝土施工者亦樂於採用。常用名稱為｢早強水泥｣，特別適用於搶修工程。
- 波特蘭第四型水泥：
  - 其特性為硬化時所發生之水化熱僅為普通水泥之70%左右，且此種水泥之水合熱發展速率恆保持在一最低限度內，可以減少混凝土崩壞之危險，但其強度之進展則較慢，用途不免受到限制，建築大水壩工程等之巨體積混凝土至為適用。又稱為｢低熱水泥｣和｢巨積水泥｣。
- 波特蘭第五型水泥：
  - 具有抵抗硫酸鹽浸蝕之特性，適用於抗酸蝕、下水道、地下室、溫泉區等特殊環境之工程。常用名稱為｢抗硫水泥｣，是濱海建築；港灣建築專用水泥。（與玻璃纖維強化塑膠合用。）

### 波特蘭輸氣水泥
- 輸氣卜特蘭水泥：係以水硬性矽酸鈣類為主要成分之熟料研磨而得之水硬性水泥，通常並與一種或一種以上不同型態之硫酸鈣及一種輸氣劑為添加物共同研磨。為具有抗凍融特性之I、II、III型水泥特徵之輸氣水泥。
- 輸氣第一型：
  - 一般構造物需要輸氣者
- 輸氣第二型：
  - 抗鹽蝕構造物需要輸氣者
- 輸氣第三型：
  - 緊急工程需要輸氣者

### 混合水泥
熟料加石膏的研磨過程中，加入各種材質如爐石、矽、飛灰即成具各種不同特性之水泥，適用於水壩、河川、港灣等之土木工事、建築工事等。
- 飛灰水泥：
  - 此種水泥流動大，摻入飛灰可減低水合熱而無游離石灰之存在，結構比較細密，三個月後之強度超過普通卜特蘭水泥，在本國水利工程中多採用之。
- 火山灰水泥：
  - 是以火山灰加入熟料中磨成，火山灰摻入成份為10%以下，10~20%或20~30%等三種。因火山灰之摻入可減低水化熱，而無游離石灰存在，結構比較緻密，增加耐久性，三個月後強度超過普通卜特蘭水泥。
- 墁砌水泥：
  - 係專作墁料之用，取其較佳之粘性，是將水泥熟料摻入石灰石，消石灰等共同研磨而成，同時並加以少量輸氣劑。此種水泥適用於墁砌。
- 膨脹水泥：
  - 此種水泥在硬化過程中，稍有膨脹或在空氣中乾燥時不再收縮，故又稱為非收縮水泥。
- 防水水泥：
  - 為普通水泥於研磨過程中加入少量硬脂酸鈣或其他非皂化油類，使其具有防水性能。
- 油井水泥：
  - 為專供充填油井或氣井中鋼管與井壁之空隙或為鞏固疏鬆地層之用。
- 白水泥：
  - 是水泥的一種，但比普通的矽酸鹽水泥標號高，凝固的快，其主要特點是礦渣微粉的用量為85～90%,鹼性添加物的用量不超過5%。混製出的白水泥的白度和強度不低於原料白水泥，而且早期強度還有明顯的提高。白水泥主要是用來添補磁磚的縫隙，粉白裝飾，強度次高。